# 蜂屋頼隆
蜂屋 頼隆（はちや よりたか）は、戦国時代から安土桃山時代にかけての武将、大名。織田信長の家臣。近江肥田城および和泉岸和田城主、後に越前敦賀城主。羽柴氏を授けられた後は、羽柴敦賀侍従とも称した。

## 生涯
蜂屋氏は土岐氏の一族であり、美濃国加茂郡蜂屋村出身の土豪であるとされるが、頼隆自身の出自は不明。
頼隆は織田信長の古くからの家臣であるが、信長に仕える以前の経歴はよく分からない。『信長公記』の後述の美濃・斎藤義龍の刺客の記述において、丹羽兵蔵が取次役として金森と蜂屋を指名していることから、金森長近と同じく美濃出身で、かつて斎藤氏に仕えた経験があった可能性はある。
天文21年（1552年）、赤塚の戦いにおける信長側の足軽衆の頭として内藤勝介や長谷川橋介らとともに蜂屋般若介なる蜂屋姓の人物の名が見られるが、頼隆との関係性は不明。
永禄年間には選抜された黒母衣衆に名を連ねる。つまりこの頃、信長馬廻だった。

### 上洛後の活躍
永禄2年（1559年）、信長が初めて上洛した際に80名の随行者の1人として同行。この時、斎藤義龍の命を受け信長を暗殺しようと追いかけてくる美濃衆の集団がいたが、清洲の丹羽兵蔵という者の機転で彼らの目的が判明し、兵蔵は金森長近と頼隆にこれを通報。信長の命を受けた長近と兵蔵は刺客達の宿に行って既に事が露見していることを告げて、目論見を阻止した。
永禄11年（1568年）、信長の上洛においては部将の1人として一隊を指揮。柴田勝家・森可成・坂井政尚とともに先陣を命じられ、岩成友通の籠もる勝竜寺城を攻めて、協力して敵の首50余りを討ち取った。
上洛後もこの4人組で京機の政務に携わった。同年10月12日には某所に禁制を掲げ、11月5日には伏見荘瑞祐首座知行分の名主百姓に年貢・諸成物を周悦首座に納めるように命じ、永禄12年（1569年）1月24日には公卿・飛鳥井雅敦より、本興寺に陣取りしないように頼まれる。さらに4人組に、佐久間信盛や和田惟政を加えての政務も見られる。
永禄11年10月1日、富田林院（興正寺）に下された制札を確認し、永禄12年2月1日には金剛寺が三好三人衆に味方したことを責めて、罰として兵糧米1,000石を賦課し、同月21日には堺接収の上使を務める等々。この頃、既に頼隆は信長の代表的な部将の1人となっていた。
永禄12年8月、大河内城の戦いに従軍した。
元亀元年（1570年）6月、信長の江北出陣に従軍。21日に浅井長政の小谷城を攻めた後、虎御前山に登って一夜の陣を構えた信長は、柴田勝家・佐久間信盛・木下秀吉・丹羽長秀・頼隆、および近江国内から参陣した諸将に村々・谷云々の隅々まで焼き払わせた。
元亀3年（1572年）4月、三好義継が松永久秀父子と謀って畠山昭高と対立すると、久秀は畠山部将・安見新七郎を攻めて交野に砦を築いたので、信長の命令で、柴田勝家・森可成・坂井政尚・頼隆・斎藤利治・稲葉一鉄・氏家直昌・安藤守就・不破光治・丸毛長照・多賀常則、ほか室町幕府15代将軍・足利義昭配下の諸将も加えて、三好・松永方の交野城を攻囲（交野城後巻き）したが、敵は風雨に紛れて脱出した。
同年7月、再び江北出陣に従軍し、信長嫡男・信忠初陣の小谷城攻めに参加して、小谷の町を破った。
元亀4年（1573年）2月、義昭が信長と対立して蜂起を促したので、柴田勝家・明智光秀・丹羽長秀・頼隆の4将は、近江石山城・今堅田城の攻撃を命じられる。甲賀･伊賀衆の籠もる近江石山城の大将山岡景友は降伏し、26日に砦は破却された。29日、強襲を受けた今堅田城は光秀と長秀・頼隆に挟撃されて、落城した。
同年3月29日、信長の京出陣に従い、義昭を脅迫するために、4月2日に洛外の寺社関連の建物を除外して家々に放火した。義昭は一旦これを無視するが、翌日、上京の町を焼き払うと堪らず和議を申し出た。7月にその義昭が再び挙兵して、二条御所には日野輝資・高倉永相・伊勢貞興・三淵藤英らの諸将を置き、自らは槙島城に籠城すると、信長に従って出陣して義昭を追放した。信長はその後、7月28日に天正への改元を行った。
天正元年（1573年）8月、越前朝倉攻め（一乗谷城の戦い）に参加。18日夜、織田家諸将は朝倉勢の退却を見逃し、信長は馬廻りだけを率いて朝倉勢を追撃したが、頼隆も遅れを取って叱責を受けた諸将（滝川一益・柴田勝家・丹羽長秀・羽柴秀吉・稲葉一鉄）の1人だった。なお、このときに佐久間信盛は恐縮もせずに自慢話をしたと言い、これが後年の折檻状の罪状の1つにされている。9月4日、信長の命令で越前大滝城（大滝寺）の守備を命じられた。
同月9月の北伊勢攻めに従軍して、信盛・秀吉・長秀とともに西別所城を落城させたが、その後も抵抗を続けた白山の中島将監を攻めて、降伏・退去させた。
天正2年（1574年）3月、東大寺の蘭奢待切り取りにおいて、塙直政・菅屋長頼・佐久間信盛・柴田勝家・丹羽長秀・頼隆・荒木村重・武井夕庵・松井友閑・織田信澄が特使として派遣され、奉行を務めた。

同年7月13日、信長・信忠が諸将を動員して伊勢長島に出陣するとこれに参加。佐久間信盛・柴田勝家・稲葉一鉄・貞通父子と賀鳥口を担当した。その後、勝家・一鉄・貞通と大鳥居城の降伏を認めずに攻め立て、8月2日、激しい風雨の中を脱出しようとした男女1,000人ばかりを斬った。9月29日、兵糧攻めに耐えきれなくなった一向一揆勢は降伏すると言って長島城を退去したが、信長はこれを許さずに囲いに追い込んで焼き殺し、鎮圧した。天正3年（1575年）8月、前年1月より続いていた越前一向一揆の掃討戦に参加した。

天正4年（1576年）4月14日、石山本願寺が再び挙兵したので、畿内の軍勢が動員される。本願寺勢は天王寺砦を包囲したので、5月5日、信長は救援のために軽装のまま出陣。信長は若江で軍勢を揃えて一戦に臨んだが、頼隆は滝川一益・羽柴秀吉・丹羽長秀・稲葉一鉄・氏家直昌・安藤守就と共に第二陣に入った。

### 近江肥田城主
天正5年（1577年）、雑賀攻めにおいて、2月10日、尾張・美濃の軍勢を率いて出陣する織田家当主の織田信忠に近江愛智郡肥田城を宿舎として提供した。この頃、頼隆も織田家宿将の1人として琵琶湖沿岸の城を与えられていたことがわかる。軍勢は信長の待つ京都に集結し、13日に出陣するが、悪天候でしばしば順延した。同年3月1日、信長は滝川一益・明智光秀・丹羽長秀・頼隆・長岡藤孝・筒井順慶に、鈴木重秀の雑賀城を攻撃させた。同年8月に松永久秀が反逆すると、9月、再び出陣した信忠に肥田城を宿舎として提供した。
天正6年（1578年）4月4日、信忠に従って大坂へ出陣。5、6日、諸将と共に石山本願寺攻めに加わり、麦苗をなぎ払って帰陣した。同年6月、再び信忠に従って播磨国に従軍し、同月27日、滝川一益・稲葉一鉄・頼隆・筒井順慶・武藤舜秀・明智光秀・安藤守就・氏家直昌・荒木村重で神吉城を攻撃した。激戦の末、同城は7月16日に落城した。
同年11月に荒木村重の謀反が明らかになると、9日、信長は摂津へ出陣。滝川一益・明智光秀・丹羽長秀・頼隆・安藤守就・氏家直昌・稲葉一鉄に荒木方の茨木城に対する付け城・太田郷砦の普請が命じられた。普請が完成すると、14日、築城を行った七将と武藤舜秀・羽柴秀吉・長岡藤孝に有岡城の戦いの先陣が命じられた。さらに頼隆・長秀・蒲生賢秀と若狭衆は見野村の要害に陣を構えた。
また、同年12月1日、大和田城の安部二右衛門は織田方に寝返ろうとしたが、父と祖父が反対して天守に立て篭もったので、2日、二右衛門は偽って頼隆・阿閉貞征の陣に銃撃し、父と祖父が安心して天守から降りたところを捕らえて京に人質として送り、3日夜、織田方に降って信長から褒美をもらったということがあった。12月11日、信長は村重が籠城する伊丹城（有岡城）の周囲に付け城を築くように命じ、長秀・頼隆・蒲生氏郷・高山右近・織田信孝はそのひとつの塚口郷の砦に在番した。この包囲は年を越して長期に及んだので、信長は各地で鷹狩りを興じている。
天正7年（1579年）4月、越前衆の帰郷が認められるなど伊丹方面で配置換えがあり、塚口郷の砦は長秀・頼隆・氏郷の三将となった。6月20日、信長は伊丹城包囲の一益・頼隆・舜秀・長秀・福富秀勝の5名に褒美として鷂（はいたか）3羽、小男鷹（このり）2羽を与えた。

同年9月2日夜、村重が数名の供だけをつれて脱出すると、一益の調略をきっかけに、10月15日より伊丹城の支城への猛攻が始まる。裸城となった伊丹城は降伏を申し出るが、信長は拒絶した。19日、荒木方の部将が尼崎城の村重を説得するために伊丹城を退去し、妻子を人質として残していった。伊丹城は織田信澄が接収した。しかし、尼崎城・花隈城は投降せず、12月には妻子の警護役だった荒木方の池田和泉は人質を案じ、絶望して鉄砲で自害した。12月12日、信長も可哀相だとは思ったが、村重の身内の者である妻子は京都に護送させ、一方で摂津国の有力者の妻子を選び出して長秀・頼隆・一益に命じて磔にするように指示した。13日、こうして集められた人質130名が尼崎で磔刑になり、以後、中級以下の武士の妻子として女388人・男124人も処刑された。村重の身内の者は、16日、（頼隆は関与してないが）越前衆の諸将を奉行として京都の六条河原で処刑された。
なお、この頃、天正7年3月13日に高槻城で病死した大津長治の正室を、頼隆は妻として迎えた。子のいない頼隆は長秀の四男・直政を養子に迎えている。

### 和泉国の支配者
天正8年（1580年）8月、佐久間信盛・信栄親子が高野山に追放されると、宿老の信盛が持っていた権限の一部を委譲され、和泉国の支配権を与えられた。ただし頼隆は、丹羽長秀・織田信澄と本願寺門徒が退いた大坂に入り、以後も大坂で活動。11月26日、大坂の邸宅に津田宗及の見舞いを受けた。
天正9年（1581年）2月28日、京都御馬揃えにおいて、丹羽長秀に次ぐ二番手として頼隆は登場し、河内衆・和泉衆・根来衆の一部・佐野衆を指揮した。4月、和泉で堀秀政を奉行とする検地が行われたが、槇尾寺の寺僧達は検地で寺領の一部が没収されるのを恐れ、村々を占拠し、目録も差し出さなかった。報告を受けた信長は不届きであるとし、「寺僧全員を斬首し、堂塔を焼き払え」と命じたが、21日、秀政は軍勢で威圧して寺僧800余を追い出し、寺僧は散り散りに逃げ去った。5月10日、織田信澄・頼隆・秀政・松井友閑・丹羽長秀は、無人となった槇尾寺の伽藍を検分して使えそうな部材を取り除いた後、堂塔・寺庵・僧房、経巻に至るまで残らず焼却した。
この天正9年頃、頼隆は岸和田城に移ったと思われるが、天正10年（1582年）1月頃には和泉半国を領したという織田信張も岸和田城を居城にしていたようで、両者の関係性は不明である。2月13日、頼隆は野々村正成を雑賀表の検使として岸和田城に受け入れており、7月頃まで居城とした。
同10年2月9日、甲州征伐では、和泉国は紀伊を警戒するように命じられ、信忠が高遠城を落とすと、3月に信長が畿内の軍勢を動員して出陣したのでこれに従うが、武田勝頼・信勝親子は自害したため戦闘には参加せずに終わり、上諏訪に陣をしいただけだった。
同年5月、信長が四国攻めの総大将に三男・神戸信孝を指名した際には、丹羽長秀・頼隆・織田信澄の3名は信孝の補佐として与力とされた。
同年6月2日、渡海準備中に本能寺の変が起こり、信長が横死して遠征も中止となった。この時、頼隆は岸和田城におり、5日、信孝と長秀が行った明智光秀の女婿であった織田信澄襲撃には関与しなかった。しかし以後も信孝・長秀と行動を共にし、秀吉が東上して来るとこれに合流。13日、信長の弔い合戦である山崎の戦いにおいては、信孝の配下で出陣した。頼隆は藤田行政ら明智右翼軍の攻撃を受けて、信孝の救援で撃退した。
同年6月27日の清洲会議の決定により、長浜城を柴田側に譲る決めがあり、丹羽長秀・前田利家・頼隆の三名が城代柴田勝豊に引き渡した。また『太閤記』では同会議で、頼隆に3万石の加増があったと書かれているが、史実かどうかは不明。7月15日に岸和田城に帰還した。羽柴秀吉と柴田勝家、信孝らが対立した際には、秀吉に味方した。
天正11年（1583年）1月22日、堀秀政と織田信張が歳首を賀して顕如（本願寺光佐）に物を贈ったが、顕如も秀政と信張に返礼を贈り、頼隆にも物を贈った。
同年3月、秀吉はまず伊勢に出陣し、蒲生氏郷・堀秀政・長谷川秀一・筒井順慶・蜂屋頼隆らに、滝川益重の籠もる峯城の包囲を命じた。4月の賤ヶ岳の戦いでは、『天正記』によれば、信孝の居城である岐阜城を攻める軍勢に加わっていたという。

### 越前国敦賀城主
賤ヶ岳の役の功績により、和泉国から越前国敦賀郡へと移封となり、敦賀5万石を与えられた。しかし当時の和泉国の石高は約14万石もあったので、これは石高の上では加増とは言えないものだった。ただし、敦賀湊は日本海貿易の重要拠点であり、敦賀の町は北陸道の陸路交易および軍事の重要拠点であった。5月、領内の西福寺に宛てた禁制では「出羽守」と署名しているので、この頃、受領名を受けたと思われる。また、三層の天守を持つ敦賀城を建てたとされている。
天正12年（1584年）、小牧の役には兵1,500を率いて従軍した。
天正13年（1585年）、時期は必ずしも明確ではないが、恐らく7月の秀吉の関白宣下に際して、頼隆も従四位・侍従に叙任されたと思われる。この時、秀吉より羽柴の姓を与えられ、以後「羽柴敦賀侍従」を称している。
同年5月28日、秀吉は、越中富山の佐々成政への遠征を開始する前に、頼隆に命じて領国の道路・橋梁の整備を命じ、7月17日には前田利家への出陣の使者となった。8月の富山の役にも従軍した。
天正15年（1587年）の九州の役では、三分の一役で、兵500を率いて従軍した。
天正16年（1588年）、秀吉より豊臣の姓を下賜された。同年4月の後陽成天皇の聚楽第行幸では、関白秀吉の行列に供奉し、秀吉に忠誠を誓う起請文の22名の国持大名とともに、「敦賀侍従豊臣頼隆」と署名した。
天正17年9月25日（1589年11月3日）、死去した。崇福寺の蜂屋頼隆像賛によれば、享年56とあるが、谷口克広は信用の限りではないとする。継嗣はなく、家は断絶となった。頼隆は死に際して、秀吉に遺物として金30枚を進上したが、返却されている。

## 人物
- 太閤検地の反対派であり、秀吉に検地に関する苦言を3箇条書きだした書状を送っている（『戯言養気集』）。
- 連歌に傾倒しており、里村紹巴・里村昌叱らと交流があり、和歌についても細川幽斎・古田重然らと並ぶ当時の「好士」として挙げられる腕前であったという[66]。

## 子孫
- 通説では頼隆に子はいないとされているが、吉田兼見の『兼見卿記』天正19年2月18日条に「蜂屋」の子として梅南丸という4歳の男子と5歳の女子の存在が記され、2人とも歩くことが出来なかったと記されており、同年10月20日条には「蜂屋後家」が息子のために祈祷を依頼したと記している。この後家は2年前に没した頼隆の未亡人とするのが有力な見方で、彼女が祈祷の対象とした梅南丸は頼隆の遺児で、体の障害によって蜂屋家の家督を継ぐことが許されなかったとみられている[5]。
- 頼隆は義兄にあたる丹羽長秀の四男・直政を養子としていたが、頼隆に先立って死去しており、蜂屋氏は断絶した。その遺領である越前国敦賀（5万石）は、天正17年（1589年）10月8日に豊臣秀吉の甥である豊臣秀勝に与えられたが、秀勝が領知が少ないと不満を述べて加増を要求したので、秀吉が怒って没収した[67]と言い、大谷吉継が継いだ。
  - のちに大谷が関ヶ原の戦いで敗死し、残された家臣により敦賀城は勝者の側へ明け渡しとなったが、その際の家臣の名が蜂屋将監であったことにより、大谷は旧領主の蜂屋氏の一族・家臣団の一部も引き継いだと推測することができる[要出典]。
- 斯波義統の息子と言われる蜂屋謙入を頼隆の養子とする説がある。ただし、頼隆の死の直前である天正17年3月に謙入は秀吉の怒りを買って尾藤知宣・細川信良とともに捕らえられ、尾藤と願得寺顕悟（謙入の義兄弟で3人を匿っていた）は自害、謙入と信良は追放されているため、蜂屋氏を継げなかったとみられる。なお、謙入は天正20年には秀吉の御伽衆に復帰して文禄2年頃に没しているため、『兼見卿記』の「蜂屋後家」や梅南丸は謙入の妻子には該当しない[5]。